# Вільдек
Вільдек (нім. Wildeck) — сільська громада в Німеччині, знаходиться в землі Гессен. Підпорядковується адміністративному округу Кассель. Входить до складу району Герсфельд-Ротенбург.
Площа — 39,86 км2. Населення становить 4941 ос. (станом на 31 грудня 2020).